# Hemipenthes bigradatus
Hemipenthes bigradatus är en tvåvingeart som först beskrevs av Friedrich Hermann Loew 1869.  Hemipenthes bigradatus ingår i släktet Hemipenthes och familjen svävflugor. Inga underarter finns listade i Catalogue of Life.